# Henryk Dobosz
Henryk Dobosz (* 20. März 1953 in Lublin) ist ein polnischer Schachspieler und seit 1978 Internationaler Meister.

## Leben
In den Jahren 1976 bis 1979 spielte er dreimal im Finale der Polnischen Landesmeisterschaft (sämtliche Turniere wurden als Open im Schweizer System ausgetragen). Das beste Ergebnis erreichte er 1976 in Bydgoszcz mit dem 4. Platz. Im selben Jahr spielte er in der polnischen Mannschaft bei der in Caracas ausgetragenen Studentenweltmeisterschaft. Im Moment unterrichtet er im Schachklub Bregenz die Kinder und Jugendmannschaft.
In den folgenden Jahren spielte er häufig in internationalen Turnieren, hauptsächlich in Opens, in vielen davon belegte er vordere Plätze:
- 1978 – Słupsk: 2.–5., Rzeszów: 1.
- 1981 – Prag: 3.–4.
- 1983 – Sopot: 1.–2.
- 1985 – Kalisz (Polnische Blitzschachmeisterschaft): 2.
- 1988 – Bydgoszcz (Polnische Schnellschachmeisterschaft): 2.
- 1995 – Biel (Credis open): 1.
- 1997 – Götzis Open: 1.–3., Leipzig Open: 2.–4.
- 1998 – Görlitz Open: 1.
- 1999 – Görlitz Open: 2.–4.
- 2002 – Freudenstadt: 1.
- 2003 – Triesen Open: 2.–7.
- 2005 – Görlitz Open: 1.–3.
- 2006 – Buchen Open: 2.

## Vereine
Dobosz spielte in der polnischen Mannschaftsmeisterschaft von 1970 bis 1977 und 1982 für MKS Start Lublin, mit dem er 1971 polnischer Mannschaftsmeister wurde, von 1987 bis 1991 für KS Kolejarz Katowice sowie 1994 und 1995 für KS Śląsk Świętochłowice. Er erreichte 1972, 1975 und 1987 jeweils das beste Einzelergebnis am vierten Brett.
In der österreichischen Bundesliga spielte Dobosz in der Saison 2005/06 beim SK Sparkasse Götzis sowie in den Saisons 2016/17 und 2019/20 für den SK Bregenz. In den 1990er Jahren war er beim 1. Wiener Neustädter SV gemeldet, blieb aber in der Staatsliga A ohne Einsatz.
In der Schweiz spielte Dobosz von 2004 bis 2009 beim SV Birsfelden/Beider Basel und gewann mit diesem 2005, 2006, 2007 und 2008 die Schweizer Bundesliga.